# Bermúdez
Bermúdez är en ort i Mexiko.   Den ligger i kommunen Huasca de Ocampo och delstaten Hidalgo, i den sydöstra delen av landet, 100 km nordost om huvudstaden Mexico City. Bermúdez ligger 2 241 meter över havet och antalet invånare är 163.
Terrängen runt Bermúdez är lite bergig. Runt Bermúdez är det ganska tätbefolkat, med 93 invånare per kvadratkilometer. Närmaste större samhälle är Pachuca de Soto, 16,7 km sydväst om Bermúdez. I omgivningarna runt Bermúdez växer i huvudsak blandskog.